# Улица Мориса Тореза (Самара)
У́лица Мори́са Торе́за — находится в Железнодорожном и Советском районах Самары.
Начало берёт с Партизанской улицы и заканчивается пересечением с улицей Советской Армии. Пересекает улицы: Мяги, Дзержинского, Революционную, Волгина, Авроры, Ивана Булкина, Энтузиастов, Карбышева и Советской Армии.
Между улицами Карбышева и Энтузиастов находится парк Победы.

## Название
Бывший Садовый проезд. Переименован 26 ноября 1964 года в честь деятеля французского и международного коммунистического движения Мориса Тореза (1900—1964).

## Здания и сооружения
Краевед Андрей Артёмов считает старейшим зданием этой улицы корпус школы № 37, построенный в 1936 году: тогда он имел адрес Северный посёлок, улица 3 Июля, дом № 24.
В 1955 году квартал между улицами Авроры и Волгина занял городской автобусный парк (автоколонна № 41, позже — пассажирский автотранспортный комбинат № 1). В 1990-е годы автопарк был приватизирован, но по адресу ул. Мориса Тореза 67А находится самарский городской департамент транспорта.
- № 1А — 5-этажное офисное здание, построено из кирпича. Палата адвокатов, проектно-инженерный центр «Индустроймаш», строительные и инженерные компании.
- № 7 — Межрайонная инспекция Федеральный налоговой службы России номер 18 по Самарской области (филиал)
- № 8 — коррекционный центр помощи детям, оставшимся без попечения родителей, «Иволга»
- № 12, 12А и 13 — УВД города Самары[3]
- № 13А — 9-этажный жилой дом, на первом этаже которого находятся аптека, магазины и другая коммерческая недвижимость
- № 20 — ООО «Газпром трансгаз Самара»
- № 26Б — детский сад № 349
- № 32 — средняя школа № 76
- № 36А — вечернее отделение школы № 37
- № 44А — автосервис
- № 52 — Самарский казачий кадетский корпус. Ранее в этом здании размещалась школа-интернат № 6
- № 54 — коррекционная образовательная школа-интернат № 4
- № 67 — пятиэтажное административное здание, в нём расположены шинный центр «Игрес», агентство недвижимости и другие организации
- № 67А — четырёхэтажное административное здание, в нём расположены аптека, транспортная компания, отдел Департамента транспорта администрации городского округа Самара, автосервис, агентство недвижимости
- № 79 — десятиэтажный жилой дом, на первом этаже нежилые помещения (коммерческая недвижимость)
- № 101А — девятиэтажный жилой дом, на первом этаже нежилые помещения, в том числе отделение МФЦ.
- № 103 — девятиэтажный жилой дом, на первом этаже магазины, стоматологический кабинет, ателье, аптека и др.
- № 103А — Самарский дворец ветеранов[2]
- № 105А — дом с муралом «Трамвай»[4]
- № 107 — Дом культуры глухих «Аврора»
- № 115 — школа № 28
- № 121 — пятиэтажный жилой дом, на первом этаже кафе
- № 125А — детский сад № 315 «Светлячок»
- № 144 — стадион «Заря»
- № 155 — пятиэтажный жилой дом, на первом этаже Центр гигиены и эпидемиологии в Самарской области

От улицы Волгина до переулка Футболистов по чётной стороне Мориса Тореза сохраняется частная малоэтажная застройка.

## Почтовые индексы
- 443023: 153, 157, 161, 165, 169
- 443074: нечётные дома (69—151), 155, 155а
- 443093: четные дома (2—48), нечётные (1—37)
- 443067: чётные дома (56—144)
- 443069: нечётные дома (39—67)
- 443079: 24а, 26а, 28а, 30а, 32а, 34а, 36а, 40б, 42а, 44б, 52, 54[5][6]

## Транспорт
На участке от ул. Авроры до ул. Советской Армии:
- Автобусы (муниципальные): 75
- Маршрутные такси и коммерческие автобусы: 89, 217[7]

Также можно доехать по другим улицам до пересечения с улицей Мориса Тореза:
- по ул. Советской Армии до остановки «Улица Мориса Тореза» коммерческими автобусами маршрутов 210, 246.
- по улице Авроры до остановки «Улица Мориса Тореза» автобусами муниципальных маршрутов 22, 35, 39, 45, 66, 75 и коммерческими автобусами маршрутов 21 м, 22, 46, 66, 89, 96, 140а, 141, 215, 226, 264, 296, 392, 429, 492.
- по ул. Революционной до остановки «Улица Мориса Тореза» автобусами 2, 24, 35, 53 и маршрутными такси 96, 210, 246.
- по Партизанской улице автобусами коммерческих маршрутов 21 м, 207, 226, 264, 266, 295; трамваями 1, 3, 4, 18, 23 до остановки «Киевская»[7].